# Tiểu Thời Đại 3
Tiểu Thời Đại 3 hay Tiểu Thời Đại: Thời Đại Vàng Châm (tiếng Anh: Tiny Times 3.0) là phần 3 của loạt phim điện ảnh tình cảm lãng mạn Tiểu Thời Đại năm 2013 do Quách Kính Minh làm đạo diễn kiêm biên kịch dựa trên bộ tiểu thuyết cùng tên.
Bộ phim khai máy tại thủ đô Roma, Ý vào ngày 10 tháng 12 năm 2013 và chính thức hoàn thành vào ngày 23 tháng 3 năm 2014. Phim ra mắt khán giả Trung Quốc vào lúc 0h ngày 17 tháng 7 năm 2014.

## Thay đổi diễn viên
Ngày 27 tháng 11 năm 2013, đạo diễn Quách Kính Minh thông báo trên trang weibo cá nhân: "Tôi xin lỗi phải thông báo điều này, dù rất tiếc nhưng tôi vẫn phải nói rằng, tôi không thể quy tụ được đầy đủ dàn diễn viên như lúc trước, dù đã cố hết sức nhưng vẫn thất bại. Có vài diễn viên trong Tiểu Thời Đại sẽ được thay thế. Nam diễn viên Phượng Tiểu Nhạc vai Cung Minh bị vướng lịch trình nên nam diễn viên Cẩm Vinh người Đài Loan sẽ đảm nhận vai này." 

## Doanh thu
Ngày công chiếu đầu tiên của bộ phim Tiểu Thời Đại đã đạt doanh thu 3,21 triệu Nhân dân tệ và đứng hạng nhất của tuần tại phòng vé.

## Nhạc phim
- MV của khúc chủ đề "Những nụ hoa học trò" của nữ ca sĩ Thái Y Lâm ra mắt vào ngày 16 tháng 6 năm 2014.[6]
- Bài hát trong phim "Thời gian chử vũ" do Ngô Diệc Phàm - thể hiện.

## Diễn viên
| Nhân vật         | Diễn viên        | Ghi chú                                                            |
| ---------------- | ---------------- | ------------------------------------------------------------------ |
| Lâm Tiêu         | Dương Mịch       | Biên tập viên tạp chí M.E, trợ lý của Cung Minh                    |
| Cố Lý            | Quách Thái Khiết | Bạn gái của Cố Nguyên                                              |
| Cố Nguyên        | Kha Chấn Đông    | Bạn trai của Cố Ly                                                 |
| Cung Minh        | Cẩm Vinh         | Tổng biên tập tạp chí ME, anh cùng cha khác mẹ của Châu Sùng Quang |
| Nam Tương        | Quách Bích Đình  | Bạn của Lâm Tiêu, Cố Ly, Uyển Như                                  |
| Châu Sùng Quang  | Trần Học Đông    | Nhà phê bình của M.E                                               |
| Đường Uyển Như   | Tạ Y Lâm         | Bạn của Lâm Tiêu, Cố Ly, Nam Tương.                                |
| Giản Khê         | Lý Duyệt Minh    | Bạn trai của Lâm Tiêu, bạn thân của Cố Nguyên                      |
| Tịch Thành       | Khương Triều     | Bạn trai của Nam Tương                                             |
| Kitty            | Thương Khản      | Thư ký của Cung Minh                                               |
| Huyết Hải        | Đỗ Thiên Hạo     | Người Đường Uyển Như theo đuổi                                     |
| Diệp Truyền Bình | Vương Lâm        | Mẹ của Cố Nguyên                                                   |
| Viên Nghệ        | Đinh Xảo Duy     | Hôn thê của Cố Nguyên                                              |